# Сперма
Спе́рма (от др.-греч. σπέρμα «семя»), се́мя, эякуля́т — жидкость (мутная, вязкая, опалесцирующая, светло-серого цвета), выделяемая при эякуляции (семяизвержении) самцами животных и мужчинами. Состоит из сперматозоидов и семенной жидкости. В сельскохозяйственном производстве сперма используется при искусственном осеменении животных.
С медицинской точки зрения сперма и эякулят не являются синонимами. Эякулят — смесь секрета предстательной железы, секретов бульбоуретральных желёз и семенных пузырьков и спермы.

## Физиология

### Оплодотворение
В зависимости от вида сперматозоиды могут оплодотворять яйцеклетку внешне или внутренне. При внешнем оплодотворении сперматозоиды оплодотворяют яйцеклетку непосредственно за пределами женских половых органов. Например, женские особи рыб мечут икру в водной среде, где их оплодотворяют спермой самцы.
Однако во время внутреннего оплодотворения процесс происходит внутри половых органов самки. Внутреннее оплодотворение происходит после осеменения самки самцом путем совокупления. У  земноводных, рептилий, птиц и монотремных млекопитающих совокупление достигается путем физического спаривания клоаки самца и самки. У сумчатых и плацентарных млекопитающих для осуществления репродуктивной функции сперма должна попасть во влагалище.
Оплодотворяющее действие спермы зависит от количества и качества сперматозоидов. Количество сперматозоидов в сперме животных неодинаково (у барана около 30 %, у быка около 14 %, хряка, жеребца 7—8 %) и может варьироваться у одного и того же животного в зависимости от условий жизни. У большинства беспозвоночных и некоторых позвоночных животных (рыб, земноводных, пресмыкающихся, многих птиц и млекопитающих) наблюдается сезонность выделения спермы.

### Количество
Объём спермы, выделяемой при каждой эякуляции, различен у разных видов:
- у человека в среднем 2—5 мл;
- у быка в среднем 40—50 мл;
- у жеребца 60—100 мл;
- у дикого кабана до 250 мл;
- у барана 1—1,5 мл;
- у кита до 3 литров.

## Состав спермы у животных
Сперма содержит 85—97 % воды и 3—15 % сухих веществ. Сухой остаток на 90 % состоит из белков и липидов. Сперма быка и барана богата сахарами, из которых преобладает фруктоза. В сперме широко представлены биологически активные вещества: ферменты, антагглютинины, простагландины, гормоны. В сухом веществе спермы около 1 % золы. Зольная часть содержит фосфор, кальций, магний, калий, натрий, хлор, цинк, железо, медь и ряд других элементов.

### Качество
Качество спермы — это мера способности спермы к оплодотворению, и показатель фертильности производителя. Именно сперматозоиды в семенной жидкости являются фертильным компонентом, и поэтому к показателям качества эякулята относят количество сперматозоидов, их качественные характеристики (например подвижность, агглютинацию и др.), и качественные характеристики семенной плазмы (pH, вязкость, концентрация фруктозы).
Например, Руководством ВОЗ для человека нормальным качеством спермы может считаться показатель 15 х 106 сперматозоидов на 1 мл. спермы.
В середине XX века нормой считалась концентрация 60 х 106 сперматозоидов на 1 мл. спермы, что косвенно отражает давление экологических факторов на репродуктивную функцию человека.
Патологические состояния диагностируемые в сперматограмме включают:
- аспермию — отсутствие эякулята
- азооспермию — отсутствие сперматозоидов в эякуляте
- акиноспермию — полная неподвижность сперматозоидов
- олигоспермию — небольшое количество сперматозоидов
- тератоспермию — аномальные сперматозоиды

### Человек
Сперматогенез начинается в период полового созревания (примерно с 12-13 лет), достигает максимума во взрослом возрасте и уменьшается с годами.
Продолжительность полного сперматогенеза у мужчин составляет примерно 73—75 дней.

#### Состав
Отделение сперматозоидов от семенной плазмы эякулята, выполняющееся методом центрифугирования в градиенте плотностей, имеет важное клиническое значение для ЭКО, поскольку собственно семенная плазма в ряде случаев может препятствовать наступлению беременности.
Руководством ВОЗ определены минимальные референсные показатели нормы эякулята — объём 2 мл, pH от 7,2 до 8,0, концентрация сперматозоидов 15 × 106 сперматозоидов на мл, живых сперматозоидов более 58 %, подвижность 50 % и более, прогрессивная подвижность от 25 %.
Вещества, содержащиеся в сперме мужчины: аскорбиновая кислота, характерные для каждой группы крови антитела, холестерин, холин, лимонная кислота, фруктоза, дезоксирибонуклеиновая кислота, докозагексаеновая кислота, цианокобаламин, глутатион, инозит, молочная кислота, спермин, мочевина, нейтральная α-глюкозидаза, гиалуронидаза, гиалуроновая кислота, пировиноградная кислота, пиримидин, спермидин, мочевая кислота, ионы Zn2+, Cl−, Ca2+, Mg2+, NO3−, PO43−, K+, Na+.
Семенная плазма первично обеспечивает питательную и защитную среду для сперматозоидов во время их движения к яйцеклетке, а также способствует проникновению через цервикальную слизистую пробку. Среда влагалища в норме является враждебной для сперматозоидов, поскольку она очень кислая, благодаря симбиотической микрофлоре (от 3,8 до 4,5 pH), вырабатывающей молочную кислоту, слишком вязкая для хемотаксического движения и патрулируется иммунными клетками. Компоненты семенной плазмы повышают вероятность зачатия, частично компенсируя характеристики среды, нейтрализуя её основными аминами, такими как путресцин, спермин, спермидин и кадаверин, буферизируют ее, а также защищают ДНК внутри сперматозоидов от кислотной денатурации.

#### Внешний вид и консистенция
Сперма обычно прозрачная с белым, серым или даже желтоватым оттенком. Патологическое наличие крови в сперме, известное как гемоспермия, окрашивает её розовый или красноватый цвет. В связи с прохождением эякулята по уретре, гемоспермия может указывать на нефролитиаз, или значительно реже на злокачественные новообразования. При приёме некоторых лекарственных препаратов (например рифампицин) или гепатитах эякулят может окрашиваться в интенсивные красный и жёлтый цвета, соответственно.
После выделения последняя порция эякулята немедленно коагулирует, образуя полутвёрдый сгусток, тогда как более ранняя часть эякулята обычно этого не делает по причине более высокой концентрации бульбоуретрального секрета. По прошествии периода, обычно составляющего от 15 до 30 минут, простатоспецифический антиген, присутствующий в сперме, вызывает декоагуляцию семенного сгустка.
Высокая вязкость эякулята, медленное разжижение сгустка может препятствовать зачатию, например при недостаточности простатоспецифического антигена. Лабораторно можно оценить вязкость, если ввести в образец эякулята стеклянную палочку, и пронаблюдать длину нити, образовавшейся при отведении палочки от образца. В норме показатель не должен превышать 2 см.

### Консервация и хранение
Сперма может храниться в разбавителях, таких как разбавитель с переменной температурой Иллини (IVT), который, как сообщается, может сохранять высокую фертильность спермы более семи дней. Разбавитель для IVT состоит из нескольких солей, сахаров и антибактериальных агентов и насыщен углекислым газом.
Криоконсервацию спермы можно использовать для более длительного хранения при температурах ниже -130°С с обязательным использованием методик криопротекции. Самый длительный успешный срок хранения спермы человека с использованием этого метода — 21 год.
Несмотря на значительную устойчивость сперматозоидов к быстрому первоначальному охлаждению («холодовому шоку»), после процедуры дефростирования в 50 % случаев не восстанавливается функция подвижности. В настоящее время продолжается поиск оптимальных сочетаний криопротекторов, в том числе с диметилсульфоксидом, и режимов заморозки. К классическим протоколам криопротекции относят GEYC (англ. glycerol-egg-yolk-citrate) из глицерина, яичного желтка, цитрата, глюкозы и глицина.

## Здоровье

### Аллергия
В редких случаях у человека может развиться аллергия на семенную жидкость, называемую гиперчувствительностью к семенной жидкости человека. Это проявляется как типичная локальная, реже системная аллергическая реакция ГНТ при контакте с семенной жидкостью. Наиболее часто проявляемая реакция — жжение и отёк половых органов после коитуса или ротовой полости после орального секса. В сперме нет ни одного особого белка, ответственного за реакцию. Симптомы могут появиться после первого или последующего полового акта. Аллергию на сперму можно отличить от аллергии на латекс, определив, исчезнут ли симптомы при использовании презерватива. Десенсибилизация антигистаминными препаратами или глюкокортикостероидами часто приводит к положительным результатам.

### Польза
Употребление семенной жидкости теоретически может быть полезно. Обилие белка и различных минералов в составе спермы делает её питательной. Как у людей, так и у крупного рогатого скота эякулят обладает противовирусными и антибактериальными свойствами, содержит все незаменимые аминокислоты.
Самцы некоторых насекомых передают дополнительный запас питательных веществ самкам через свой эякулят.

### Передача заболеваний
Незащищенный контакт слизистой оболочки с заражённым эякулятом может привести к инфицированию заболеваниями, передающимися половым путём, например ВИЧ-инфекцией.

### Судебная медицина и криминалистика
Следы эякулята в ультрафиолетовом излучении (УФ) могут иметь желто-зеленое свечение флавина, со временем переходящее в ярко-голубое свечение флуоресцирующих белков семенной плазмы. В качестве источника УФ применяется лампа Вуда, например «ОЛД-41». Данный криминалистический метод неспецифичен, поскольку схожее свечение могут давать флуоресцирующие компоненты образцов молока, следов мочи или слюны, также при смешении с гасителем флуоресценции (например кровью) под УФ свечение не наблюдается.
Когда британская разведка обнаружила, что из спермы получаются хорошие невидимые чернила, сэр Джордж Мэнсфилд Смит-Камминг заметил о своих агентах, что «каждый мужчина (имеет) свой собственный стилус». В этом случае речь может идти об иммунофлуоресцентном методе анализа, позволяющем выявить специфические белки-антигены конкретного человека на поверхности загрязненной посторонними флуоресцирующими соединениями за счёт селекции спектральных характеристик флюорохромов, например родаминовых.
В судебно-медицинской практике анализ спермы, как и других биологических жидкостей, используется для идентификации личности. Описываются случаи длительного (до 60—62 суток) сохранения спермы на трупах, что даёт следствию дополнительные возможности установления личности убийцы, на основании проведённой судебно-криминалистической экспертизы.
В латексном презервативе без спермицидов сперматозоиды могут находиться в относительно сохранном состоянии около двух недель, причём динамика морфологического изменения спермы, в зависимости от условий хранения, позволяет установить время момента происшествия.
Эякулят здорового мужчины содержит грамположительную флору, например микрококки, энтеробактерии. Могут присутствовать стафилококки и кислотоустойчивые микобактерии.